# Kisbajcs
Kisbajcs é um município da Hungria, situado no condado de Győr-Moson-Sopron. Tem 8,74 km² de área e sua população em 2015 foi estimada em 886 habitantes.